# HTC Sensation
HTC Sensation fue un teléfono inteligente creado por la firma taiwanesa HTC Corporation.

## Lanzamiento
El terminal salió a la venta a principios de mayo de 2011.

## Características
La pantalla es de 4,3 pulgadas y utiliza la tecnología QHD Resolution, con una alta calidad de imagen.
En cuanto al apartado de cámara, cuenta con una cámara delantera VGA y una trasera de 8 megapixels con doble flash LED que permite grabar en FullHD.
Incorpora Android OS 2.3 Gingerbread con HTC Sense 3.0, aunque es actualizable a la versión de Android OS 4.0 Ice Cream Sandwich con HTC Sense 3.6
El hardware se compone de un procesador de doble núcleo a 1,2 Ghz.
Su memoria es de 4GB, con 1,15GB disponibles para el usuario, pudiendo ser ampliada a través de tarjeta MicroSDHC de hasta 32GB.